# Test respiratoire
Un test respiratoire est un type de test effectué sur l'air généré par l'acte d'expiration. 

## Alcootest
L'alcootest ou éthylotest est de loin le plus connu du public. Il a trait à l' épreuve légale de l'haleine pour déterminer si une personne conduit sous l'influence de l'alcool.

## Test respiratoire à l'hydrogène
Le test respiratoire à l'hydrogène est de plus en plus courant pour permettre le diagnostic clinique d'intolérances alimentaires telles que principalement l'intolérance au lactose et au lactulose, mais également l'intolérance au fructose, la malabsorption du fructose. Il faut signaler, qu'outre l'hydrogène, il est de plus en plus fréquemment conseillé de mesurer également le méthane (CH4). En effet de nombreux patients présentant des signes digestifs caractéristiques sont négatifs quand on mesure uniquement l'hydrogène dans l'air expiré. Beaucoup de ces faux-négatifs possèdent un microbiote intestinal qui produit peu d'hydrogène, mais beaucoup plus de méthane. Ces tests permettent de mettre en évidence des malabsorptions alimentaires au niveau de l'intestin grêle, souvent dues à une colonisation bactérienne chronique de l'intestin grêle (CBCG), mieux connue par beaucoup via son acronyme anglais SIBO pour Small Intestinal Bacterial Overgrowth.

## Test respiratoire au NO
L’oxyde nitrique expiré (NO) est un gaz qui pourrait indiquer une inflammation des voies respiratoires, telle que celle provoquée par l’asthme.

## Test respiratoire à l'urée
Le test respiratoire à l'urée permet de rechercher la présence d'Helicobacter pylori qui favorise l'ulcère gastroduodénal.

## Autres tests
De nombreux autres tests respiratoires sont à l'étude, notamment pour la détection précoce du cancer du poumon, du cancer du sein, de la tuberculose pulmonaire. Un essai débutera à l'hôpital Addenbrooke de Cambridge, en Angleterre, pour confirmer l'efficacité de ces tests respiratoires. Des études cliniques de phase II et de phase III menées par Menssana Research, Inc. aux États-Unis sont également en cours.